# Mostviertler Bauernmuseum
Das Mostviertler Bauernmuseum befindet sich in Gigerreith nordwestlich von Amstetten in Niederösterreich.
Das Museum beherbergt eine von Anton Distelberger in den 1970er Jahren begonnene Sammlung, die heute mit über 22.000 Exponaten zu den größten volkskundliche Privatsammlungen Österreichs darstellt. In 15 Räumen wird das bäuerliche Leben gezeigt, 20 verschiedene Handwerke präsentiert und dabei wird auf viele Details des Alltagslebens eingegangen. Im Zentrum steht dabei das regionstypische Getränk, der Most. Interessant ist auch die rekonstruierte Greißlerei Gemischte Waarenhandlung des Josef Fischer, die das gesamte Spektrum der früheren Erzeugnisse und des Bedarfes zeigt. Im Außenbereich ist zudem ein Getreidespeicher („Troadkastn“) aus 1599 aufgestellt.